# Grotea delicator
Grotea delicator là một loài tò vò trong họ Ichneumonidae.